# ピアス・バーコフの予想
ピアス・バーコフの予想 (Pierce-Birkhoff conjecture) は抽象代数学において，いかなる区分連続多項式も有限個の多項式の最小値の最大値として表現できるとする予想。

## 解説
1956年のガレット・バーコフとリチャード・ピアスのピアス・バーコフ環を導入する論文において，厳密でない形で最初に述べられた。
1960年代前半にf-環の研究に取り組んだメルヴィン・ヘンリクセンとジョン・イスベルによって現代的で厳密な予想が述べられた．その主張は次のようなものである．
任意の区分連続多項式{\displaystyle f\colon \mathbb {R} ^{n}\rightarrow \mathbb {R} }に対して多項式の有限集合 {\displaystyle g_{ij}\in \mathbb {R} [x_{1},\ldots ,x_{n}]} が存在して
{\displaystyle f=\sup _{i}\inf _{j}(g_{ij})}が成り立つ．
n = 1, 2 の場合については，ルイ・マエによって証明されている．

## 参考
- Birkhoff, Garrett; Pierce, Richard S. (1956). “Lattice-ordered rings”. Anais da Academia Brasileira de Ciências 28:  41–69. MR0080099. Zbl 0070.26602.
- Mahé, Louis (1984). “On the Pierce–Birkhoff conjecture”. Rocky Mountain Journal of Mathematics 14 (4):  983–986. doi:10.1216/RMJ-1984-14-4-983. MR0773148.
- Mahé, Louis (2007). “On the Pierce–Birkhoff conjecture in three variables”. Journal of Pure and Applied Algebra 211 (2):  459–470. doi:10.1016/j.jpaa.2007.01.012. MR2340463. Zbl 1130.13014.